# Córdoba 1978
Als Córdoba 1978 (in Österreich nur Córdoba oder auch Wunder von Córdoba, in Deutschland Schmach von Córdoba oder Schande von Córdoba) wird das Fußballländerspiel bezeichnet, das am 21. Juni 1978 im Rahmen der Fußball-Weltmeisterschaft 1978 in Córdoba, Argentinien, ausgetragen wurde. Im letzten Spiel der Zwischenrunde unterlag die deutsche Fußballnationalmannschaft als amtierender Weltmeister der österreichischen Nationalmannschaft mit 2:3. Beide Mannschaften schieden aus dem Turnier aus.

## Tabellensituation vor dem Spiel
| Pl. | Land           | Sp. | S | U | N | Tore    | Diff. | Punkte |
| --- | -------------- | --- | - | - | - | ------- | ----- | ------ |
| 1.  | Niederlande    | 2   | 1 | 1 | 0 | 007:300 | +4    | 03:10  |
| 2.  | Italien        | 2   | 1 | 1 | 0 | 001:000 | +1    | 03:10  |
| 3.  | BR Deutschland | 2   | 0 | 2 | 0 | 002:200 | ±0    | 02:20  |
| 4.  | Österreich     | 2   | 0 | 0 | 2 | 001:600 | −5    | 0:40   |

Bei der Fußball-WM 1978 wurde zunächst in vier Vorrundengruppen mit jeweils vier Nationalmannschaften gespielt, in der jeder gegen jeden spielte. Die beiden jeweiligen Gruppenbesten (darunter Österreich als Gruppensieger vor Brasilien) zogen in die zweite Finalrunde ein, in der erneut Gruppenspiele bestritten wurden. Die deutsche Mannschaft hatte wie vier Jahre zuvor wieder nur als Gruppenzweiter die zweite Finalrunde erreicht, wodurch man dem Gastgeber Argentinien aus dem Weg ging. Es gab nun noch zwei Gruppen mit wiederum jeweils vier Mannschaften. Die beiden Gruppensieger bestritten das Finale, die Gruppenzweiten das Spiel um den dritten Platz.
Die deutsche Mannschaft stand in der zweiten Finalrunde nach einem 0:0 gegen Italien und einem 2:2 gegen die Niederlande vor dem letzten Spiel gegen Österreich mit 2:2 Punkten und ebenso ausgeglichener Tordifferenz auf Platz drei. Österreich hatte zweimal verloren, gegen die Niederlande mit 1:5 und gegen Italien 0:1, es bestand somit keinerlei Chance auf ein Weiterkommen mehr.
Italien und die Niederlande mit je 3:1 Punkten spielten somit aus eigener Kraft um den Einzug ins Endspiel. Bei einem Unentschieden dieser Mannschaften hätte Deutschland jedoch mit einem deutlichen Sieg (mindestens vier Tore Differenz, um die gute Tordifferenz der Niederländer zu egalisieren oder zu übertreffen) gegen Österreich noch den Gruppensieg erringen können. Wenn kein Unentschieden zwischen Italien und den Niederlanden zustande gekommen wäre, hätte Deutschland immerhin noch gute Chancen gehabt, um den zweiten Platz spielen zu können. Ein deutscher Sieg hätte dies auf jeden Fall ermöglicht und selbst ein drittes Unentschieden hätte reichen können, wenn Italien verliert (was tatsächlich geschah). Noch bis kurz vor Schluss, beim Stand von 2:2, lag Deutschland bei Gleichstand in Punkten und Tordifferenz auf Platz zwei vor Italien, da deren Torekonto nur 2:2 betrug gegenüber einem 4:4 bei den Deutschen.

## Das Spiel

### Spielverlauf
Rummenigge erzielte in der 19. Minute den frühen Führungstreffer für Deutschland. Im zeitgleich stattfindenden Spiel in Buenos Aires stand es bis zur 75. Minute 1:1, während Deutschland bis zur 59. Minute mit 1:0 zwar in Führung lag, dennoch weit von dem für einen Gruppensieg notwendigen Kantersieg entfernt war. Binnen weniger Minuten fiel man durch ein Eigentor von Vogts sowie einen Treffer von Krankl jedoch mit 1:2 zurück. Hölzenbein konnte in der 68. Minute noch den 2:2-Gleichstand herstellen, ehe Arie Haan den niederländischen Siegtreffer zum 2:1 im Parallelspiel erzielte. Damit hätte die DFB-Elf den Einzug in das Spiel um Platz drei erreicht. Da das deutsche Team jedoch durch das 2:3 der Österreicher von Krankl in der 87. Minute sein Spiel verlor, verpasste es den zweiten Gruppenplatz und damit das „kleine Finale“ dann doch noch.
Gruppenbester und Finalist war somit die Mannschaft aus den Niederlanden, Zweiter und Teilnehmer am Spiel um den dritten Platz Italien. Deutschland wurde Dritter aufgrund der besseren Tordifferenz gegenüber Österreich, schied aber ebenso aus wie der Gruppenletzte Österreich.

### Edi Finger: „I wer’ narrisch“
Für die Nachwelt erhalten blieb das Spiel von Córdoba insbesondere aufgrund der spektakulären Radio-Übertragung des Österreichischen Rundfunks durch ihren Reporter Edi Finger sen. (während die TV-Übertragung von Robert Seeger kommentiert wurde).

„Und jetzt kann Sara sich noch einen aussichtslos scheinenden Ball einholen, Pass nach links herüber, es gibt Beifall für ihn, da kommt Krankl, vorbei diesmal an seinem […] Bewacher, ist im Strafraum – Schuss … Tooor, Tooor, Tooor, Tooor, Tooor, Tooor! I wer’ narrisch! Krankl schießt ein – 3:2 für Österreich! Meine Damen und Herren, wir fallen uns um den Hals; der Kollege Riepl, der Diplom-Ingenieur Posch – wir busseln uns ab. 3:2 für Österreich durch ein großartiges Tor unseres Krankl. Er hat olles überspielt, meine Damen und Herren. Und warten S’ noch a bisserl, warten S’ no a bisserl; dann können wir uns vielleicht ein Vierterl genehmigen. Also das, das musst miterlebt haben. Jetz bin i aufgstanden, alle Südamerikaner mit ihren Torrufen. I glaub jetzt hammas gschlagn! Angriff aber der Deutschen, aufpassen, wieder Kopfabwehr. Das Leder kommt hinüber nach links zu Pezzey – Pezzey, aber Burschen jetzt follts net um hinten, bleibts aufrecht stehn. Noch zwei Minuten, das Leder wieder bei Österreich, noch wolln ma nichts verschreien. Jetzt kommt die Flanke in unsern Strafraum und da Kreuz hot scho wieder abgewehrt!
Die Deutschen ham alles nach vorn beordert. Eine Möglichkeit der Deutschen! Und!? Daneeeeben! Also der Abraaaamczik – obbusseln möcht’ i den Abramczik dafür. Jetzt hat er uns g’hooolfn. ’llein vor dem Tor stehend. Der braaave Abramczik hot daneben gschossn. Der Orme wird si’ ärgern. Noch 30 Sekunden. 3:2 für Österreich. Nach 47 Jahren meine Damen und Herren liegt eine österreichische Nationalmannschaft, aber wos für ane, eine Weltklassemannschaft, die da heute spielt, gegen die Bundesrepublik mit 3:2 in Führung. Und jetzt trau i mi scho gar net mehr hinschauen. Aussigschossen ins Out. Schiedsrichter Klein aus Israel, ein ganz hervorragender Schiedsrichter, er hat es nicht leicht heut ghabt, aber hat bis jetzt klass gepfiffen. 45. Minute, noch einmal Deutschland am Ball und Prohaska haut den Ball ins Out.“

### Spieldaten
| Österreich | Österreich | BR Deutschland | BR Deutschland |
| --- | --- | --- | -------------- |
| Österreich | \| 3. Spieltag (Zweite Runde) \| \| Mittwoch, 21. Juni 1978 um 17:45 Uhr MEZ in Córdoba (Estadio Olímpico Chateau Carreras) \| \| Ergebnis: 3:2 (0:1) \| \| Zuschauer: 38.318 \| \| Schiedsrichter: Abraham Klein ( Israel) – Assistenten:António José da Silva Garrido ( Portugal), Alojzy Jarguz ( Polen) \| | \| 3. Spieltag (Zweite Runde) \| \| Mittwoch, 21. Juni 1978 um 17:45 Uhr MEZ in Córdoba (Estadio Olímpico Chateau Carreras) \| \| Ergebnis: 3:2 (0:1) \| \| Zuschauer: 38.318 \| \| Schiedsrichter: Abraham Klein ( Israel) – Assistenten:António José da Silva Garrido ( Portugal), Alojzy Jarguz ( Polen) \| | BR Deutschland |
| Österreich | Friedrich Koncilia – Erich Obermayer – Robert Sara , Bruno Pezzey, Heinrich Strasser – Eduard Krieger, Josef Hickersberger, Herbert Prohaska – Wilhelm Kreuz, Hans Krankl, Walter Schachner (71. Franz Oberacher) Cheftrainer: Helmut Senekowitsch                                                             | Sepp Maier – Manfred Kaltz – Berti Vogts , Rolf Rüssmann, Bernard Dietz – Rainer Bonhof, Erich Beer (46. Hansi Müller), Bernd Hölzenbein – Karl-Heinz Rummenigge, Dieter Müller (61. Klaus Fischer), Rüdiger Abramczik Cheftrainer: Helmut Schön                                                               | BR Deutschland |
| Österreich | 1:1 Berti Vogts (59., Eigentor) 2:1 Hans Krankl (66.) 3:2 Hans Krankl (88.) | 0:1 Karl-Heinz Rummenigge (19.) 2:2 Bernd Hölzenbein (68.) | BR Deutschland |
| Österreich | Herbert Prohaska, Robert Sara | Rüdiger Abramczik | BR Deutschland |
| 3. Spieltag (Zweite Runde)                                                                                              | | |                |
| Mittwoch, 21. Juni 1978 um 17:45 Uhr MEZ in Córdoba (Estadio Olímpico Chateau Carreras)                                 | | |                |
| Ergebnis: 3:2 (0:1) | | |                |
| Zuschauer: 38.318 | | |                |
| Schiedsrichter: Abraham Klein ( Israel) – Assistenten:António José da Silva Garrido ( Portugal), Alojzy Jarguz ( Polen) | | |                |

## Tabellensituation nach dem Spiel
| Pl. | Land           | Sp. | S | U | N | Tore    | Diff. | Punkte |
| --- | -------------- | --- | - | - | - | ------- | ----- | ------ |
| 1.  | Niederlande    | 3   | 2 | 1 | 0 | 009:400 | +5    | 05:10  |
| 2.  | Italien        | 3   | 1 | 1 | 1 | 002:200 | ±0    | 03:30  |
| 3.  | BR Deutschland | 3   | 0 | 2 | 1 | 004:500 | −1    | 02:40  |
| 4.  | Österreich     | 3   | 1 | 0 | 2 | 004:800 | −4    | 02:40  |

## Nachwirkungen
Da ihr Ausscheiden bereits feststand, hatten die Österreicher schon den Heimflug nach Europa gebucht; die deutsche Mannschaft flog kurz entschlossen im selben Flugzeug mit. Das Spiel selbst hinterließ im persönlichen Verhältnis der beteiligten Spieler – abgesehen von kleineren Sticheleien – keine Animositäten.
In Deutschland wurde auf die unerwartete Niederlage („Schmach“) mit einer Mischung aus Unglauben, Enttäuschung und Entsetzen reagiert. Dennoch wurde das Tor von Krankl zum zwischenzeitlichen 2:1 zum Tor des Monats in Deutschland gewählt.
In Österreich galt der Sieg bald als einer der größten mannschaftssportlichen Erfolge der letzten Jahrzehnte („Wunder“), vergleichbar höchstens mit den kaum vergleichbaren, da individuellen Triumphen der Skifahrer Toni Sailer und Franz Klammer. Die beteiligten österreichischen Nationalspieler werden in Österreich als „Helden von Córdoba“ bezeichnet – obwohl man eine Woche zuvor ebenfalls in Córdoba gegen den alten und neuen Vize-Weltmeister Niederlande mit 1:5 verloren hatte. Die Kronenzeitung erklärte das Spiel am Tag darauf zum „größten Sieg aller Zeiten“.
Die österreichische Post gab eine Briefmarke mit Krankls entscheidendem Tor heraus. Im Jahr 2009 wurde in Wien-Floridsdorf (21. Bezirk) der Cordobaplatz zur Erinnerung an das „Wunder von Córdoba“ benannt. Er grenzt an die Edi-Finger-Straße.
Für Helmut Schön war es das letzte Spiel als Bundestrainer, dass er nach der WM aufhören würde, stand aber zuvor bereits fest. Auch für Kapitän Berti Vogts, Erich Beer, Bernd Hölzenbein und Dieter Müller war die Niederlage gegen Österreich das letzte Länderspiel. Bei den Österreichern war es für Josef Hickersberger und Eduard Krieger das letzte Länderspiel.

## Gijón 1982
Vier Jahre nach dem Spiel in Córdoba trafen die beiden Nationalmannschaften erneut aufeinander, und zwar sowohl in der Qualifikation zur WM 1982 als auch während der Fußball-Weltmeisterschaft 1982 selbst. Bei der WM 1982 spielten Deutschland und Österreich am Ende der Vorrunde gegeneinander. Dieses Spiel wurde später als „Nichtangriffspakt von Gijón“ bezeichnet. Die deutsche Mannschaft hatte zuvor das Auftaktspiel gegen Algerien verloren, dennoch hatten beide Teams noch die Chance weiterzukommen, da das zuvor angesetzte Spiel der algerischen Mannschaft gegen die sieglosen Chilenen schon beendet war. Schon elf Minuten nach Spielbeginn war mit dem 1:0 für Deutschland ein Spielstand erreicht, der beiden Teams das Weiterkommen ermöglichte. Keine Elf zeigte fortan Interesse, das eigene Ausscheiden zu riskieren, nur um den direkten Gegner aus dem Turnier zu werfen. Beide Teams spielten von diesem Zeitpunkt an ohne jegliche Angriffslust ein rein defensives Spiel, das für die unbeteiligte algerische Mannschaft trotz zweier Siege das WM-Aus bedeutete.

## Darstellung in der Kunst
Am 16. Mai 2008, genau einen Monat vor dem EM-Gruppenspiel Österreich – Deutschland, inszenierte der Performancekünstler Massimo Furlan im Gerhard-Hanappi-Stadion im Wiener Stadtteil Hütteldorf das Wunder von Córdoba. Bei dieser 90-minütigen Performance im Rahmen der Wiener Festwochen ahmte er vor 3000 Zuschauern die Laufwege und Gesten Hans Krankls während des Spiels von 1978 nach, begleitet vom Original-Reportageton.
Das Satiriker-Duo Stermann & Grissemann produzierte einen Sketch, in dem sie es, rückgreifend an den 1938 erfolgten Anschluss Österreichs an Deutschland, als Trainingsspiel einer 22-köpfigen deutschen Mannschaft ohne Gegner darstellten, das 5:0 endete.
In der Folge 41 der Fernsehserie „Auf Achse“ vom 13. Januar 1987 trug der Schauspieler Franz Buchrieser in der Rolle des österreichischen Truckers Max Kottan einen Gipsarm mit der Aufschrift: „A BRD 3-2“ im Andenken an dieses Fußballspiel.